# نبرد شیکر هایتس
نبرد شیکر هایتس (به انگلیسی: The Battle of Shaker Heights) فیلمی محصول سال ۲۰۰۳ و به کارگردانی افرام پوتله و کایلی رنکین است. در این فیلم بازیگرانی همچون شایا لباف، الدن هنسون، ایمی اسمارت، شیری اپلبی، کاتلین کویینلان، ویلیام سدلر، ری وایز، دینا ویلر-نیکلسن، بیلی کی، انسون مونت و هتی وینستون ایفای نقش کرده‌اند.